# Dyscia innocentaria
Dyscia innocentaria är en fjärilsart som beskrevs av Hugo Theodor Christoph 1885. Dyscia innocentaria ingår i släktet Dyscia och familjen mätare. Inga underarter finns listade i Catalogue of Life.